# ساكن كربين (ردفان)

تعديل مصدري - تعديل

ساكن كربين هي إحدى قرى عزلة الحبيلين بمديرية ردفان التابعة لمحافظة لحج، بلغ تعداد سكانها 33 نسمة حسب تعداد اليمن لعام 2004.